# القريب (أسماء الله الحسنى)

القريب لغة: 
| القريب (أسماء الله الحسنى) | صفه قريب ضد البعيد | القريب (أسماء الله الحسنى) |

 والقرب والبعد ظرفَي مكان وزمان أي قريب من الشيء أو قريب منك أن لم يكن معك فهو ليس ببعيد، قرب عام لكل الخلق. قال تعالى على لسان نبيه صالح عليه السلام: ﴿وَإِلَى ثَمُودَ أَخَاهُمْ صَالِحًا قَالَ يَا قَوْمِ اعْبُدُوا اللَّهَ مَا لَكُمْ مِنْ إِلَهٍ غَيْرُهُ هُوَ أَنْشَأَكُمْ مِنَ الْأَرْضِ وَاسْتَعْمَرَكُمْ فِيهَا فَاسْتَغْفِرُوهُ ثُمَّ تُوبُوا إِلَيْهِ إِنَّ رَبِّي قَرِيبٌ مُجِيبٌ ۝٦١﴾(سورة هود)، وقال الله تعالى: ﴿وَإِذَا سَأَلَكَ عِبَادِي عَنِّي فَإِنِّي قَرِيبٌ أُجِيبُ دَعْوَةَ الدَّاعِ إِذَا دَعَانِ فَلْيَسْتَجِيبُوا لِي وَلْيُؤْمِنُوا بِي لَعَلَّهُمْ يَرْشُدُونَ ۝١٨٦﴾(سورة البقرة) أي قريب ممن دعاه دعاء مسألة، أو دعاء عبادة، يجيبه بإعطائه سؤله، وقبول عبادته، وإثابته عليها، أجلّ الثواب.

## أسماء الله الحسنىوصفاته
﴿هُوَ الَّذِي خَلَقَ السَّمَاوَاتِ وَالْأَرْضَ فِي سِتَّةِ أَيَّامٍ ثُمَّ اسْتَوَى عَلَى الْعَرْشِ يَعْلَمُ مَا يَلِجُ فِي الْأَرْضِ وَمَا يَخْرُجُ مِنْهَا وَمَا يَنْزِلُ مِنَ السَّمَاءِ وَمَا يَعْرُجُ فِيهَا وَهُوَ مَعَكُمْ أَيْنَ مَا كُنْتُمْ وَاللَّهُ بِمَا تَعْمَلُونَ بَصِيرٌ ۝٤﴾(سورة الحديد).
﴿فَلَوْلَا إِذَا بَلَغَتِ الْحُلْقُومَ ۝٨٣ وَأَنْتُمْ حِينَئِذٍ تَنْظُرُونَ ۝٨٤ وَنَحْنُ أَقْرَبُ إِلَيْهِ مِنْكُمْ وَلَكِنْ لَا تُبْصِرُونَ ۝٨٥﴾(سورة الواقعة).
 إِنَّ اللّهَ كَانَ عَلَيْكُمْ رَقِيبًا  (سورة النساء).
قال تعالى: ﴿وَإِذَا سَأَلَكَ عِبَادِي عَنِّي فَإِنِّي قَرِيبٌ أُجِيبُ دَعْوَةَ الدَّاعِ إِذَا دَعَانِ فَلْيَسْتَجِيبُوا لِي وَلْيُؤْمِنُوا بِي لَعَلَّهُمْ يَرْشُدُونَ ۝١٨٦﴾(سورة البقرة)، وقال تعالى على لسان صالح ﴿وَإِلَى ثَمُودَ أَخَاهُمْ صَالِحًا قَالَ يَا قَوْمِ اعْبُدُوا اللَّهَ مَا لَكُمْ مِنْ إِلَهٍ غَيْرُهُ هُوَ أَنْشَأَكُمْ مِنَ الْأَرْضِ وَاسْتَعْمَرَكُمْ فِيهَا فَاسْتَغْفِرُوهُ ثُمَّ تُوبُوا إِلَيْهِ إِنَّ رَبِّي قَرِيبٌ مُجِيبٌ ۝٦١﴾(سورة هود) أي: قريب ممن دعاه دعاء مسألة، أو دعاء عبادة، يجيبه بإعطائه سؤله، وقبول عبادته، وإثابته عليها، أجل الثواب.

## خلاصة المعاني
قرب الله قرب علم، قرب الله قرب قدرة، فأنت في قبضته، فكيف تعصيه ؟ فهو معنا، يطلع علينا، يطلع على خواطرنا، على نوايانا، إذا تكلمنا فهو يسمعنا، لا تغيب عنه غائبة، ولا تخفى عنه خافية.
﴿وَلَقَدْ أَخَذَ اللَّهُ مِيثَاقَ بَنِي إِسْرَائِيلَ وَبَعَثْنَا مِنْهُمُ اثْنَيْ عَشَرَ نَقِيبًا وَقَالَ اللَّهُ إِنِّي مَعَكُمْ لَئِنْ أَقَمْتُمُ الصَّلَاةَ وَآتَيْتُمُ الزَّكَاةَ وَآمَنْتُمْ بِرُسُلِي وَعَزَّرْتُمُوهُمْ وَأَقْرَضْتُمُ اللَّهَ قَرْضًا حَسَنًا لَأُكَفِّرَنَّ عَنْكُمْ سَيِّئَاتِكُمْ وَلَأُدْخِلَنَّكُمْ جَنَّاتٍ تَجْرِي مِنْ تَحْتِهَا الْأَنْهَارُ فَمَنْ كَفَرَ بَعْدَ ذَلِكَ مِنْكُمْ فَقَدْ ضَلَّ سَوَاءَ السَّبِيلِ ۝١٢﴾ (سورة المائدة)
و هي معية خاصة بالمؤمنين بالله.
- معية الله للمؤمنين معية النصر، معية التوفيق، معية التأييد، معية الحفظ: ﴿قَالَا رَبَّنَا إِنَّنَا نَخَافُ أَنْ يَفْرُطَ عَلَيْنَا أَوْ أَنْ يَطْغَى ۝٤٥ قَالَ لَا تَخَافَا إِنَّنِي مَعَكُمَا أَسْمَعُ وَأَرَى ۝٤٦﴾(سورة طه) ، ﴿فَلَمَّا تَرَاءَى الْجَمْعَانِ قَالَ أَصْحَابُ مُوسَى إِنَّا لَمُدْرَكُونَ ۝٦١ قَالَ كَلَّا إِنَّ مَعِيَ رَبِّي سَيَهْدِينِ ۝٦٢﴾(سورة الشعراء)
- معية الاستجابة, معية المغفرة: ﴿ فَاسْتَغْفِرُوهُ ثُمَّ تُوبُواْ إِلَيْهِ إِنَّ رَبِّي قَرِيبٌ مُّجِيبٌ ﴾(سورة هود)، ﴿وَإِذَا سَأَلَكَ عِبَادِي عَنِّي فَإِنِّي قَرِيبٌ أُجِيبُ دَعْوَةَ الدَّاعِ إِذَا دَعَانِ فَلْيَسْتَجِيبُوا لِي وَلْيُؤْمِنُوا بِي لَعَلَّهُمْ يَرْشُدُونَ ۝١٨٦﴾ (سورة البقرة)
- عَنْ أَبِي مُوسَى الْأَشْعَرِيِّ رَضِيَ اللَّهُ عَنْهُ قَالَ : كُنَّا مَعَ رَسُولِ اللَّهِ صَلَّى اللَّهُ عَلَيْهِ وَسَلَّمَ فَكُنَّا إِذَا أَشْرَفْنَا عَلَى وَادٍ هَلَّلْنَا وَكَبَّرْنَا ارْتَفَعَتْ أَصْوَاتُنَا، فَقَالَ النَّبِيُّ: «يَا أَيُّهَا النَّاسُ، ارْبَعُوا عَلَى أَنْفُسِكُمْ، فَإِنَّكُمْ لَا تَدْعُونَ أَصَمَّ وَلَا غَائِبًا، إِنَّهُ مَعَكُمْ، إِنَّهُ سَمِيعٌ قَرِيبٌ، تَبَارَكَ اسْمُهُ وَتَعَالَى جَدُّهُ» [1]

استحضر دائما أن الله عز وجل يراك، فقد ورد في مرتبة الإحسان: «أَنْ تَعْبُدَ اللَّهَ كَأَنَّكَ تَرَاهُ، فَإِنْ لَمْ تَكُنْ تَرَاهُ فَإِنَّهُ يَرَاكَ». [ مسلم عن عمر بن الخطاب ]
· أكثر من السجود, فعَنْ أَبِي هُرَيْرَةَ رَضِيَ الله عَنْهُ، أَنَّ رَسُولَ اللَّهِ صَلَّى اللَّهُ عَلَيْهِ وَسَلَّمَ قَالَ: «أَقْرَبُ مَا يَكُونُ الْعَبْدُ مِنْ رَبِّهِ وَهُوَ سَاجِدٌ فَأَكْثِرُوا الدُّعَاءَ» 
قال الإمام النووي في «شرح صحيح مسلم»: مَعْنَاهُ أَقْرَب مَا يَكُون مِنْ رَحْمَةِ رَبّه وَفَضْلِه. وَفِيهِ الْحَثُّ عَلَى الدُّعَاءِ فِي السُّجُود. وَفِيهِ دَلِيلٌ لِمَنْ يَقُولُ إِنَّ السُّجُود أَفْضَل مِنَ الْقِيَامِ وَسَائِرِ أَرْكَانِ الصَّلَاة.

## وصلات خارجية
- حلقات شرح أسماء الله الحسنى لمحمد راتب النابلسي ألقيت في جامع الحمد
- شرح أسماء الله الحسنى
- آيات القرآن في أسماء الله الحسنى ومعانيها باللغة الإنجليزية وصورهم بالخط العربي
- أسماء الله الحسنى

| الرقم | أسماء الله الحسنى | الوليد | الصنعاني | ابن الحصين | ابن منده | ابن حزم | ابن العربي | ابن الوزير | ابن حجر | البيهقي | ابن عثيمين | الرضواني | الغصن | بن ناصر | بن وهف | العباد |
| 102   | القريب            |        |          |            |          |         |            |            |         |         |            |          |       |         |        |        |
| ----- | ----------------- | ------ | -------- | ---------- | -------- | ------- | ---------- | ---------- | ------- | ------- | ---------- | -------- | ----- | ------- | ------ | ------ |